# Небо (пісня Анастасії Петрик)
«Небо» — пісня, написана і записана українською юною співачкою Анастасією Петрик і продюсером Артемом Вальтером. З цією композицією Анастасія Петрик виступила на Дитячому пісенному конкурсі Євробачення-2012, що проходив в Амстердамі, Нідерланди, від України. Анастасія виграла, набравши 138 балів.